# ホワット・ワズ・アイ・メイド・フォー?
「ホワット・ワズ・アイ・メイド・フォー?」（"What Was I Made For?"）は、アメリカ合衆国の歌手のビリー・アイリッシュの曲である。ファンタジー・コメディ映画『バービー』のサウンドトラックの4枚目のシングルとして2023年7月13日にアトランティック、ダークルーム、インタースコープ・レコードより発売された。「ホワット・ワズ・アイ・メイド・フォー?」は世界中で商業的に成功し、オーストラリア、アイルランド、スイス、イギリスで1位を獲得し、またアメリカ合衆国のBillboard Hot 100では14位を記録した。第66回グラミー賞では年間最優秀レコード賞を含む5部門にノミネートされ、年間最優秀楽曲賞と視覚メディア楽曲賞を受賞した。映画の楽曲が年間最優秀楽曲賞を受賞するのはセリーヌ・ディオンの「マイ・ハート・ウィル・ゴー・オン」（『タイタニック』）以来のことであった。

## 背景と公開
2023円7月初めの『タイム』のインタビューで『バービー・ザ・アルバム』の音楽プロデューサーのマーク・ロンソンはその時点でまだ明かされていなかった以上のサプライズ・ゲストがサウンドトラックに参加することを発表し、アーティストについて「バービーと非常に個人的な特異な結びつきがある」と述べた。しかしながらアイリッシュがその2人のうち1人になるのかどうかについては彼は質問を避けた。アイリッシュはこの以前の6月27日に自身のInstagramにバービーのネオンサインの写真を投稿しており、参加の可能性について憶測を呼んでいた。
2023年7月6日、アイリッシュは自身のソーシャルメディア上でこのシングルを発表した。それに伴う発表で彼女はこの曲は自身にとって「絶対的な」世界を意味すると述べた。彼女はこの曲が「人生を変える」ことを望み、ファンに「号泣する準備をする」ように伝えた。2023年7月10日に映画の予告編にシングルの断片が登場した。またアイリッシュは7月12日にTwitterでシングルとミュージック・ビデオを予告した。楽曲は翌7月13日に公開された。同月に公開された映画の中ではバービーがその創造者であるルース・ハンドラーと会う場面でこの局が使われた。

## 制作
この曲のためにアイリッシュは兄で長年のコラボレーターであるフィニアス・オコネルと再び組んだ。曲作りのプロセスはワーナー・ブラザースで監督のグレタ・ガーウィグがアイリッシュとオコネルに映画のラフカットを見せたことから始まった。『ビルボード』とのインタビューでアイリッシュはこのシングルは長引くライターズ・ブロックの後に彼女とオコネルが初めて書いた曲だと述べている。
| 「 | 作曲の過程で自分のことは一度も考えませんでした。私は純粋にこの映画と登場人物、そして彼女が感じるであろうと思ったことにインスパイアされ、そのことについて書きました。でも、それから数日後、曲を聴きながら、どうやってやったんだろう……うぬぼれるつもりは全くないのですが……知らないうちに、自分のために書いているんです | 」 |

## ミュージック・ビデオ
「ホワット・ワズ・アイ・メイド・フォー?」のミュージック・ビデオはシングル発売と同日の2023年7月13日に公開された。アイリッシュ自身が監督したこのビデオは全編ワンテイクで撮影され、黄色いドレス（映画『バービー』の最後で定番のバービーが着ていた色）を着たアイリッシュが1959年の初代バービーのヘアスタイルに似た前髪とハイポニーテールでスタイリングされたブロンドのウィッグで出演している。アイリッシュは何もない単色の空間で学校机に座っている。バービーをテーマにしたケースからアイリッシュが過去に公の場で着用した衣裳に似た人形用の服を取り出し、ミニチュアの吊り棚に架けている。曲が進むにつれ、小さな地震、強風、雨が彼女の作業を妨害する。雨が止むとアイリッシュは人形の服を素早くケースに戻して持ち去る。曲のエンディングのすぐ後にアイリッシュは忘れていたアクセサリーを取りに駆け戻り、また去って行く。
『W』誌でマシュー・ヴェラスコはこのミュージック・ビデオをアイリッシュの「特徴的なバギールックをもうやめたと告げる手段」であり、「これはアイリッシュの新しい時代の始まりのように感じる」と解釈した。

## 批評家の反応
『ステレオガム』に寄稿したトム・ブレイハンは歌詞の中に『バービー』のプロットに類似したメタファーがあると指摘し、「ハピアー・ザン・エヴァー」と比較したが、「壮大でカタルシス溢れるフィナーレに向かっているようだが。そのフィナーレは訪れない」と落胆した。『アメリカン・ソングライター』のジョン・メンデルゾーンはコーラスを「メランコリーでありながら希望に満ちている」と評した。『ザ・フェイダー』のウォルデン・グリーンはこの曲を「レコード会社の利益のために『作られた』ポップスターに対する狡猾なコメント」であると分析した。

### 年間リスト
| 出版物                     | 一覧                                   | 順位 | 参照   |
| -------------------------- | -------------------------------------- | ---- | ------ |
| 『BBC』                    | 2023年最高の100曲                      | 16   | [ 17 ] |
| 『ビルボード』             | 2023年最高の100曲 (スタッフ・ピックス) | 2    | [ 18 ] |
| 『ロサンゼルス・タイムズ』 | 2023年最高の100曲                      | 10   | [ 19 ] |
| 『NME』                    | 2023年最高の50曲                       | 7    | [ 20 ] |
| 『ローリング・ストーン』   | 2023年最高の100曲                      | 9    | [ 21 ] |
| 『ガーディアン』           | 2023年最高の20曲                       | 11   | [ 22 ] |
| 『ハリウッド・リポーター』 | 2023年最高の10曲                       | 6    | [ 23 ] |
| 『ワシントン・ポスト』     | 2023年最高のシングル                   | 2    | [ 24 ] |
| 『USAトゥデイ』            | 2023年最高の曲                         | N/A  | [ 25 ] |
| 『バラエティ』             | 2023年最高の曲                         | 1    | [ 26 ] |

## 受賞とノミネート
| 年   | 団体                                               | 部門                                           | 結果       | 参照   |
| ---- | -------------------------------------------------- | ---------------------------------------------- | ---------- | ------ |
| 2023 | ハリウッド・ミュージック・イン・メディア賞         | 長編映画楽曲賞                                 | 受賞       | [ 27 ] |
| 2023 | ラスベガス映画批評家協会                           | 歌曲賞                                         | ノミネート | [ 28 ] |
| 2023 | MTV Video Music Awards                             | サマーソング賞                                 | ノミネート | [ 29 ] |
| 2023 | RTHK国際ポップ・ポール賞                           | 国際ゴールドソング・トップ10                   | ノミネート | [ 30 ] |
| 2023 | バラエティズ・ヒットメーカー                       | 映画楽曲賞                                     | 受賞       | [ 31 ] |
| 2024 | アカデミー賞                                       | 歌曲賞                                         | 未決定     | [ 32 ] |
| 2024 | ブリット賞                                         | 国際歌曲賞                                     | 未決定     | [ 33 ] |
| 2024 | シカゴ・インディ批評家                             | 主題歌賞                                       | ノミネート | [ 34 ] |
| 2024 | セントラル・フロリダ映画批評家協会                 | 主題歌賞                                       | 次点       | [ 35 ] |
| 2024 | クリティクス・チョイス・ムービー・アワード         | 歌曲賞                                         | ノミネート | [ 36 ] |
| 2024 | デンバー映画批評家協会                             | 主題歌賞                                       | 受賞       | [ 37 ] |
| 2024 | ディスカッシング映画批評家協会                     | 主題歌賞                                       | 次点       | [ 38 ] |
| 2024 | ジョージア映画批評家協会                           | 主題歌賞                                       | 受賞       | [ 39 ] |
| 2024 | ゴールド・ダービー映画賞                           | 主題歌賞                                       | ノミネート | [ 40 ] |
| 2024 | ゴールド・ダービー音楽賞                           | レコード賞                                     | 未決定     | [ 41 ] |
| 2024 | ゴールド・ダービー音楽賞                           | 楽曲賞                                         | 未決定     | [ 41 ] |
| 2024 | ゴールド・ダービー音楽賞                           | ポップ曲賞                                     | 未決定     | [ 41 ] |
| 2024 | ゴールド・ダービー音楽賞                           | ミュージック・ビデオ賞                         | 未決定     | [ 41 ] |
| 2024 | ゴールデングローブ賞                               | 主題歌賞                                       | 受賞       | [ 42 ] |
| 2024 | グラミー賞                                         | 年間最優秀レコード賞                           | ノミネート | [ 43 ] |
| 2024 | グラミー賞                                         | 年間最優秀楽曲賞                               | 受賞       | [ 43 ] |
| 2024 | グラミー賞                                         | ポップ・ソロ・パフォーマンス賞                 | ノミネート | [ 43 ] |
| 2024 | グラミー賞                                         | 視覚メディア楽曲賞                             | 受賞       | [ 43 ] |
| 2024 | グラミー賞                                         | ミュージック・ビデオ賞                         | ノミネート | [ 43 ] |
| 2024 | 音楽スーパーバイザー組合賞                         | 映画歌曲賞                                     | 未決定     | [ 44 ] |
| 2024 | ハワイ映画批評家協会                               | 歌曲賞                                         | 受賞       | [ 45 ] |
| 2024 | HCAアストラ・クリエイティブ・アーツ賞              | 歌曲賞                                         | ノミネート | [ 46 ] |
| 2024 | ヒットFM音楽賞                                     | トップ・点・シングル                           | 受賞       | [ 47 ] |
| 2024 | ヒューストン映画批評家協会                         | 主題歌賞                                       | ノミネート | [ 48 ] |
| 2024 | アイハートラジオ音楽賞                             | 歌詞賞                                         | 未決定     | [ 49 ] |
| 2024 | アイハートラジオ音楽賞                             | ミュージック・ビデオ賞                         | 未決定     | [ 49 ] |
| 2024 | アイハートラジオ音楽賞                             | TikTokボップ賞                                 | 未決定     | [ 49 ] |
| 2024 | ラティーノ・エンターテインメント・ジャーナリスト賞 | 映画主題歌賞                                   | ノミネート | [ 50 ] |
| 2024 | ミュージックシティ映画批評家協会                   | 主題歌賞                                       | 受賞       | [ 51 ] |
| 2024 | ニューメキシコ映画批評家協会                       | 主題歌賞                                       | 受賞       | [ 52 ] |
| 2024 | ノースカロライナ映画批評家協会                     | 歌曲賞                                         | ノミネート | [ 53 ] |
| 2024 | ノースダコタ映画批評家協会                         | 主題歌賞                                       | 受賞       | [ 54 ] |
| 2024 | オンライン映画批評家協会賞                         | 技術貢献賞 (主題歌)                            | 特別賞     | [ 55 ] |
| 2024 | オンライン映画&テレビ批評家協会                    | 主題歌賞                                       | 未決定     | [ 56 ] |
| 2024 | パームスプリングス国際映画祭                       | 会長賞                                         | 受賞       | [ 57 ] |
| 2024 | パンドラ国際映画批評家協会                         | 歌曲作曲賞                                     | 未決定     | [ 58 ] |
| 2024 | サンタバーバラ国際映画祭                           | 『バラエティ』のアーチサン賞                   | 受賞       | [ 59 ] |
| 2024 | サテライト賞                                       | 主題歌賞                                       | 受賞       | [ 60 ] |
| 2024 | 作曲家・作詞家協会賞                               | コメディ・ミュージカル視覚メディア作品主題歌賞 | 受賞       | [ 61 ] |

## パーソネル
クレジットは全て『バービー・ザ・アルバム』のCDライナーノーツより引用。
- ビリー・アイリッシュ・オコネル - ソングライター、ボーカルプロダクション、エンジニアリング、ボーカル
- フィニアス・オコネル - ソングライター、プロデューサー、エンジニアリング、ピアノ、シンセ、エレクトリックベース、パーカッション、ボーカルアレンジメント
- マーク・ロンソン - アディショナルプロダクション、オーケストラルアレンジメント
- アンドリュー・ワイアット（英語版） - アディショナルプロダクション、オーケストラルアレンジメント
- ロブ・キネルスキー（英語版） - ミキシング
- イーライ・ハイスラー - アシスタントミキシング

## チャート
| チャート (2023)                             | 最高 順位 |
| ------------------------------------------- | --------- |
| オーストラリア (ARIA)                       | 1         |
| オーストリア (Ö3 Austria Top 40)            | 3         |
| ベルギー (Ultratop 50 Flanders)             | 10        |
| ベルギー (Ultratop 50 Wallonia)             | 29        |
| カナダ (Canadian Hot 100)                   | 10        |
| カナダ AC (Billboard)                       | 13        |
| カナダ CHR/Top 40 (Billboard)               | 8         |
| カナダ Hot AC (Billboard)                   | 20        |
| クロアチア (HRT)                            | 24        |
| チェコ (Singles Digitál Top 100)            | 6         |
| デンマーク (Tracklisten)                    | 13        |
| フィンランド (Suomen virallinen lista)      | 15        |
| フランス (SNEP)                             | 25        |
| ドイツ (GfK Entertainment charts)           | 9         |
| Global 200 (Billboard)                      | 2         |
| ギリシャ国際 (IFPI)                         | 7         |
| 香港 (Billboard)                            | 25        |
| ハンガリー (Single Top 40)                  | 15        |
| アイスランド (Plötutíðindi)                 | 7         |
| インドネシア (Billboard)                    | 23        |
| アイルランド (IRMA)                         | 1         |
| イタリア (FIMI)                             | 61        |
| Japan Hot Overseas (Billboard JAPAN)        | 8         |
| ラトビア (EHR)                              | 33        |
| ラトビア (LAIPA)                            | 9         |
| リトアニア (AGATA)                          | 12        |
| ルクセンブルク (Billboard)                  | 3         |
| マレーシア (Billboard)                      | 3         |
| マレーシア国際 (RIM)                        | 2         |
| MENA (IFPI)                                 | 15        |
| オランダ (Dutch Top 40)                     | 14        |
| オランダ (Single Top 100)                   | 5         |
| ニュージーランド (Recorded Music NZ)        | 2         |
| ノルウェイ (VG-lista)                       | 4         |
| フィリピン (Billboard)                      | 7         |
| ポーランド (Polish Streaming Top 100)       | 16        |
| ポルトガル (AFP)                            | 18        |
| シンガポール (RIAS)                         | 3         |
| スロバキア (Singles Digitál Top 100)        | 6         |
| 南アフリカ (Billboard)                      | 17        |
| 韓国BGM (Circle)                            | 23        |
| 韓国ダウンロード (Circle)                   | 137       |
| スペイン (PROMUSICAE)                       | 85        |
| スウェーデン (Sverigetopplistan)            | 5         |
| スイス (Schweizer Hitparade)                | 1         |
| UK シングルス (OCC)                         | 1         |
| US Billboard Hot 100                        | 14        |
| US Adult Contemporary (Billboard)           | 17        |
| US Adult Top 40 (Billboard)                 | 2         |
| US Hot Rock & Alternative Songs (Billboard) | 1         |
| US Pop Airplay (Billboard)                  | 6         |
| ベトナム (Vietnam Hot 100)                  | 75        |

| チャート (2023)                                   | 順位 |
| ------------------------------------------------- | ---- |
| オーストラリア (ARIA)                             | 62   |
| オーストラリア (Ö3 Austria Top 40)                | 63   |
| ベルギー (Ultratop 50 Flanders)                   | 75   |
| カナダ (Canadian Hot 100)                         | 62   |
| ドイツ (Official German Charts)                   | 93   |
| Global 200 (Billboard)                            | 111  |
| ハンガリー (Single Top 40)                        | 60   |
| オランダ (Dutch Top 40)                           | 80   |
| オランダ (Single Top 100)                         | 65   |
| スイス (Schweizer Hitparade)                      | 53   |
| イギリス・シングル (OCC)                          | 45   |
| アメリカ Billboard Hot 100                        | 81   |
| アメリカ Hot Rock & Alternative Songs (Billboard) | 8    |

## 認定
| 国/地域                                                     | 認定     | 認定/売上数 |
| ----------------------------------------------------------- | -------- | ----------- |
| ベルギー (BEA)                                              | Platinum | 40,000      |
| カナダ (Music Canada)                                       | Gold     | 40,000      |
| デンマーク (IFPI Danmark)                                   | Gold     | 45,000      |
| フランス (SNEP)                                             | Gold     | 100,000     |
| イタリア (FIMI)                                             | Gold     | 50,000      |
| ニュージーランド (RMNZ)                                     | Platinum | 30,000      |
| ポーランド (ZPAV)                                           | Platinum | 50,000      |
| ポルトガル (AFP)                                            | Platinum | 10,000      |
| スペイン (PROMUSICAE)                                       | Gold     | 30,000      |
| スイス (IFPI Switzerland)                                   | Gold     | 10,000      |
| イギリス (BPI)                                              | Platinum | 600,000     |
| アメリカ合衆国 (RIAA)                                       | Platinum | 1,000,000   |
| ストリーミング                                              |          |             |
| ギリシャ (IFPI Greece)                                      | Gold     | 1,000,000   |
| 認定のみに基づく売上数と再生回数 · 認定のみに基づく再生回数 |          |             |

## 発表史
| 地域           | 日付           | フォーマット                        | レーベル                      | 参照    |
| -------------- | -------------- | ----------------------------------- | ----------------------------- | ------- |
| 多数           | 2023年7月13日  | デジタルダウンロード ストリーミング | ダークルーム インタースコープ | [ 141 ] |
| Italy          | 2023年7月17日  | ラジオ・エアプレイ                  | ユニバーサル                  | [ 142 ] |
| アメリカ合衆国 | 2023年8月1日   | コンテンポラリー・ヒット・ラジオ    | ダークルーム インタースコープ | [ 143 ] |
| イギリス       | 2023年8月17日  | カセット                            | ポリドール                    | [ 144 ] |
| アメリカ合衆国 | 2023年11月11日 | 7インチバイナル                     | ダークルーム インタースコープ | [ 145 ] |